# Mike Sanders
Michael Anthony Sanders, detto Mike (Vidalia, 7 maggio 1960), è un ex cestista e allenatore di pallacanestro statunitense, professionista nella NBA.

## Carriera
Venne selezionato dai Kansas City Kings al quarto giro del Draft NBA 1982 (74ª scelta assoluta).

## Palmarès
- CBA Rookie of the Year (1983)
- All-CBA First Team (1983)
- CBA All-Defensive Second Team (1983)